# Blasius Marsoner
Blasius Marsoner, talvolta italianizzato in Biagio, noto anche con lo pseudonimo di Blasi (San Pancrazio, 9 gennaio 1924 – Merano, 21 settembre 1991), è stato un poeta, storico e traduttore italiano noto per aver tradotto in tedesco la Divina Commedia di Dante.

## Biografia
Blasius Marsoner nacque il 9 gennaio 1924 a San Pancrazio da Blasius Marsoner (1878-1942) e Klara Windegger (1884-1963). I suoi genitori gestivano il maso Tschahaunhof, a ovest di San Pancrazio a 750 metri sul livello del mare, che era di proprietà della famiglia Marsoner dalla prima metà del XIX secolo.

La rigida educazione religiosa di Blasius Marsoner risvegliò in lui il precoce desiderio di diventare sacerdote, motivo per cui nell'autunno del 1937 il parroco del villaggio Josef Linder lo selezionò per il seminario per ragazzi Johanneum a Tirolo, che abbandonò dopo poco tempo perché soffriva di nostalgia. Dall'autunno del 1942, Marsoner frequentò la scuola agricola di Teodone dove rimase solo fino a Natale per lo stesso motivo. Da quel momento in poi, Marsoner rimase al maso Tschahaunhof, anche se il lavoro era troppo faticoso per lui. Fu esonerato dal servizio militare su intervento della premurosa madre.

Marsoner da giovane

Blasius Marsoner si istruì da solo e acquisì una vasta gamma di conoscenze storiche e letterarie. La biblioteca privata di Marsoner, per la quale acquistò circa 350 libri tra il 1940 e il 1960, contiene opere letterarie del mondo greco-romano, del Medioevo e dei giorni nostri, sulla storia dell'arte italiana e tedesca, sulla religione e sulla storia della Chiesa. Marsoner imparò autonomamente lingue straniere come l'italiano, il latino, l'inglese e il francese. Imparò da solo a suonare l'armonium e la chitarra. Fu mandato a Merano per imparare a suonare l'organo, ma non si esibì mai in pubblico a causa della sua timidezza.
Studiando le opere degli storici tirolesi Josef Egger, Josef Tarneller, Beda Weber, Johann Jakob Staffler, Karl Atz, Adelgott Schatz, Ludwig Steub, Hans Matscher e le fonti antiche, Marsoner compilò una storia locale di Ultimo (Italia) e della Val d'Ultimo.
Il lascito di Marsoner comprende 140 poesie su 200 pagine, che trattano i temi della religione, dell'aldilà, della colpevolezza, della morte, della patria, della natura, della transitorietà e altri. I saggi, scritti tra il 1946 e il 1951, contengono trattati filosofici e religiosi.

### Traduttore dellaDivina Commediadi Dante Alighieri
Per più di 15 anni, Marsoner lavorò alla traduzione della Divina Commedia, (presumibilmente dal 1953 al 1965 sull'Inferno e sul Purgatorio e dal 1965 al 1968 sul Paradiso), per la quale scelse la popolare strofa tedesca costituita da quattro righe a quattro giambi con l'ordine di rima aabb. “La riga a quattro giambi è facilmente memorabile, soprattutto per sua semplicità, e sono quasi tentato di considerarla la forma tipicamente tedesca”.
In Mitt' des Lebensweges fand

ich mich in einem dunklen Land,

in einem dichten Wald gefangen,

weil ich vom rechten Weg gegangen.

Ach! hart zu sagen, wie er war,

der wilde Wald, des Lichtes bar,

so rauh, so weit er sich erstreckt,

daß er, denk' ich daran, mich schreckt.

So herb ist er, wohin man blickt,

daß selbst der Tod kaum bittrer drückt;

doch eh ich meld' vom Heil, das kam,

meld' andres ich, das wahr ich nahm.
Per tutta la vita, Blasius Marsoner si rifiutò di pubblicare la sua traduzione. In occasione della celebrazione del 700º anniversario della nascita di Dante Alighieri, l'11 marzo 1965, presso la camera di commercio del Tirolo a Innsbruck, fu premiato con la recitazione della vicenda di Paolo e Francesca nella sua traduzione. In seguito Marsoner rifiutò per modestia l'onorificenza della laurea honoris causa per i suoi servizi alla traduzione della Divina Commedia.
I 18.980 versi complessivi furono battuti a macchina dal manoscritto, sotto la stretta supervisione di Marsoner, dalla dottoressa di Innsbruck Gerda Foltin, nata Hartung von Hartungen (1908-1986), che visse con lui nella stessa casa per molti anni.
Nella sua prefazione, Marsoner cita varie traduzioni tedesche della Divina Commedia, alcune delle quali erano presenti nella sua biblioteca privata.

## Opere
- Hymnus auf das Sein [poesia]. In: Tiroler Nachrichten, annata 83, 10 aprile 1965, p. 11.
- Dante Göttliche Komödie aus IV. Gesang Vergils Mitleid für die Verlorenen. In: Novum - Neues und Erneuertes. Innsbruck: Turmbund, vol. 83 (1964/65).
- Dante-Nachdichtung von Blasius Marsoner. Auszüge. In: Innsbrucker Beiträge zu Dante. Innsbruck 1967, pp. 35-50.
- Gedichtauszüge. In: ’s Pankrazer Blattl ottobre/novembre 1997, p. 20 s.
- Dante. Die göttliche Komödie neu übersetzt in vierfüßigen Jamben von Blasius Marsoner. A cura di Anna Johanna Schwellensattl e Gerhard Clara, San Pancrazio (dal 2022), stampa privata. Dante Alighieri: Die Göttliche Komödie neu übersetzt in vierfüßigen Jamben von Blasius Marsoner Testo Italiano e Tedesco Colorato Italiano e Tedesco colorato